# Абу Суфян ибн Харб
Абу Суфян ибн Харб (на арабски أَبُو سُفيَان بن حَرب) е арабски политик, военачалник и търговец.
Той е водач на рода Омаяди (измежду 10-те клана на племето Кораиш в Мека) и сред основните противници на Мохамед през 620-те години. По-късно те се споразумяват и Муавия, син на Абу Суфян, става първият халиф от Омаядската династия.

## Биография
След като са изгонени от Мека през 622 г. (Хиджра), Мохамед и последователите му се установяват в Медина. През 624 г. той успява да събере няколкостотин души, с които иска да нападне голям керван, връщащ се от Сирия и воден от Абу Суфян. Керванът успява да се измъкне и срещу Мохамед е изпратена аримя, която претърпява поражение в битката при Бадр. Това е първият военен успех на Мохамед.
През 625 г. Абу Суфян събира трихилядна армия и напада Медина. В битката при Ухуд, пред стените на града, мюсюлманите претърпяват поражение, но поради тежките загуби Абу Суфян е принуден да се оттегли. Въпреки частичния успех, той не успява да превземе Медина и да затвърди хегемонията на Мека в Арабия.
През следващите две години и двете страни се подготвят за решителен сблъсък, търсейки съюзници сред племената в региона. Мохамед избива или прогонва от Медина евреите, които обвинява в сътрудничество с противника и отказ да приемат исляма. През 627 г. Абу Суфян ибн Харб повежда към Медина десетхилядна армия и обсажда града. След несупеха да превземат веднага града, засилващите се проблеми със снабдяването и силна пясъчна буря, съюзниците му се отказват от обсадата и армията се разпада.
През пролетта на 628 г. Мохамед решава, че трябва да извърши традиционното за племето му годишно поклонение в Мека. Той потегля към града, но не е допуснат вътре от жителите му. Той не прави опит за нападение, а започва преговори и сключва договора от Худайбия. С него се прекратява войната между двата града, а на мюсюлманите се разрешава да извършват поклоненията в Мека от следващата година.
Абу Суфян изглежда играе важна роля в преговорите, защото малко след това Мохамед се жени за дъщеря му Ум Хабиба. По-късно Абу Суфян приема исляма и пътува до Медина, но Мохамед отказва да го приеме. След въоръжени сблъсъци в края на 629 г., през 630 г. Мохамед прекратява примирието и повежда войските си към Мека. Абу Суфян и други видни личности му предават града без бой.
През следващите месеци бедуините от региона се обединяват, за да прогонят мюсюлманите от Мека. Абу Суфян оглавява войските от града, които съвместно с мюсюлманите отблъскват нападателите в битката при Хунайн през 630 г. Абу Суфян участва в още една битка, водена от Мохамед малко преди смъртта му през 632 г. при Таиф.
След смъртта на Мохамед няма сведения за участието на Абу Суфян във войните на Халифата. Неговите синове Муавия ибн Абу Суфян и Язид ибн Абу Суфян участват в завладяването на Сирия, като се отличават в битката при Ярмук през 636. Абу Суфян ибн Харб умира през 652.